# 1471 Tornio
1471 Tornio è un asteroide della fascia principale del diametro medio di circa 33,04 km. Scoperto nel 1938, presenta un'orbita caratterizzata da un semiasse maggiore pari a 2,7153549 UA e da un'eccentricità di 0,1196573, inclinata di 13,63007° rispetto all'eclittica.
Il nome ricorda la città finlandese di Tornio.